# Complexe nucléaire Maïak
Pour les articles homonymes, voir Mayak (homonymie).
Le complexe nucléaire Maïak (ou complexe nucléaire Mayak) se trouve entre les villes de Kasli et Kychtym, à 72 km au nord de la ville de Tcheliabinsk en Russie. Le complexe est situé dans l'unité administrative territoriale centrale d'Oziorsk, nommée Tcheliabinsk-40 puis Tcheliabinsk-65, qui est située dans l'oblast de Tcheliabinsk.

## Course à la bombe atomique de l'Union soviétique

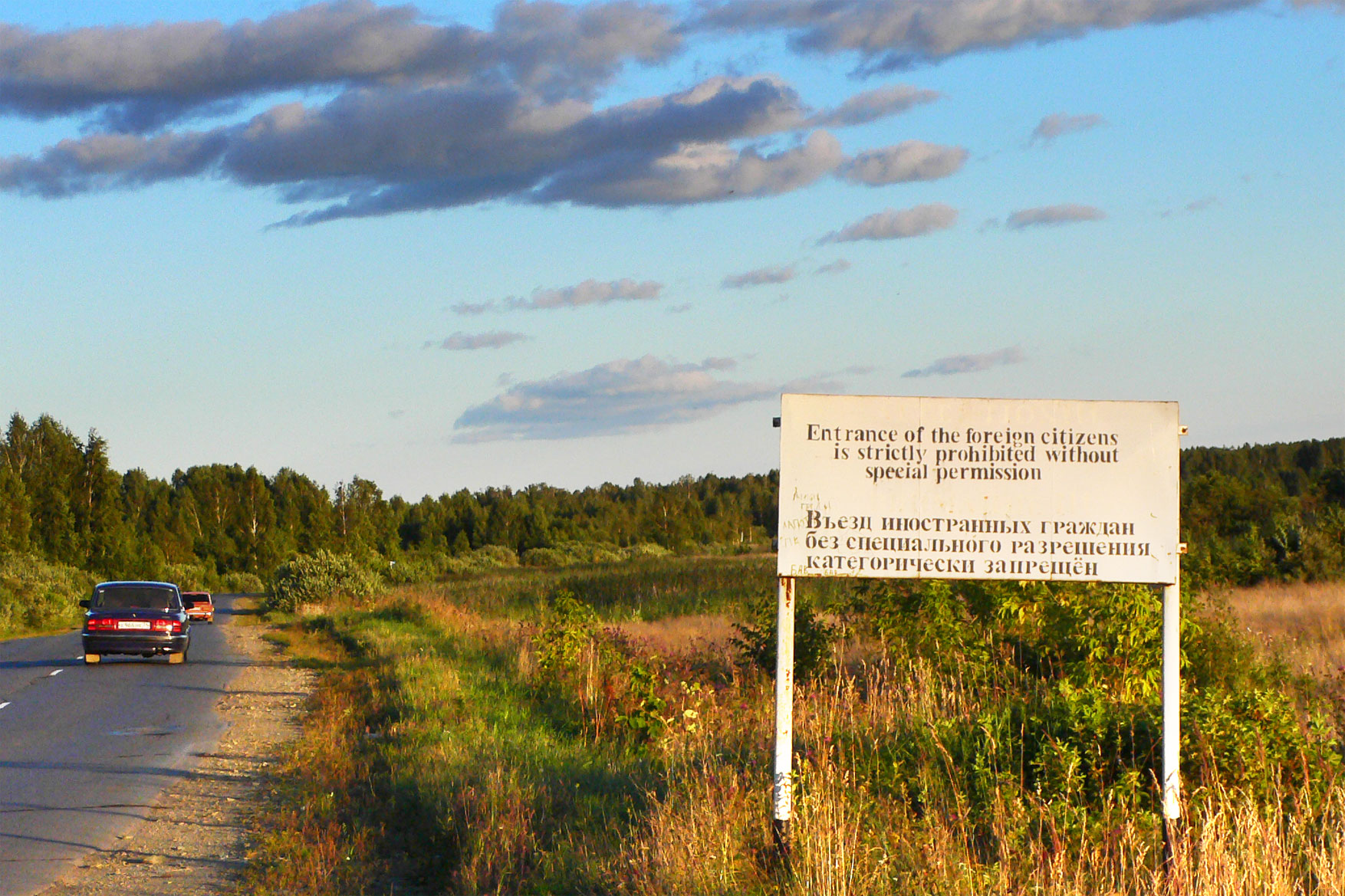
Zone administrative fermée de la ville d'Oziorsk

À la fin de la Seconde Guerre mondiale, les États-Unis montrent leur avance technologique dans le domaine des armes nucléaires en procédant au bombardement atomique d'Hiroshima et de Nagasaki. En URSS, le début de la guerre froide est marqué par une course à l'armement nucléaire. Le complexe nucléaire Maïak est construit dans ce contexte entre 1945 et 1948, en toute hâte et dans le plus grand secret.
À l'origine, le complexe militaro-industriel est conçu afin de fabriquer et raffiner le plutonium pour les têtes nucléaires. Le premier réacteur plutonigène est mis en construction en janvier 1947. Le premier essai nucléaire de l'URSS se déroule en septembre 1949, soit moins de trois ans plus tard. Au total, cinq réacteurs nucléaires à vocation plutonigène sont construits sur le site.

## Usine de retraitement
Plus tard, le complexe est aménagé en usine de traitement du combustible nucléaire usé des réacteurs et pour le plutonium militaire issu du démantèlement de l'arsenal nucléaire de l'URSS. En 2006, le site produit du tritium et des radioisotopes mais pas de plutonium. La possibilité d'une transition du complexe vers des services commerciaux de traitement du combustible usé étranger soulève des controverses.

## Pollution environnementale
Dans les premières années d'exploitation, les installations du complexe relâchent de grandes quantités d'effluents radioactifs dans plusieurs petits lacs des environs et dans la rivière Tetcha qui aboutit finalement dans l'Ob. Les conséquences de ces rejets ne sont toujours pas déterminées. Il n'est pas contesté que de nombreux employés du site dans les années 1950 et 1960 sont morts des conséquences d'une exposition aux rayonnements ionisants. L'administration de Maïak a été critiquée à plusieurs reprises pour des pratiques environnementales douteuses. Par ailleurs, les contrôles radiologiques effectués en 2008 par le laboratoire de la CRIIRAD démontrent la persistance de la contamination dans des villages situés à 35 et 78 km du site nucléaire de Maïak.

## Accidents avec dispersion de radioactivité

### Catastrophe de Kychtym en 1957

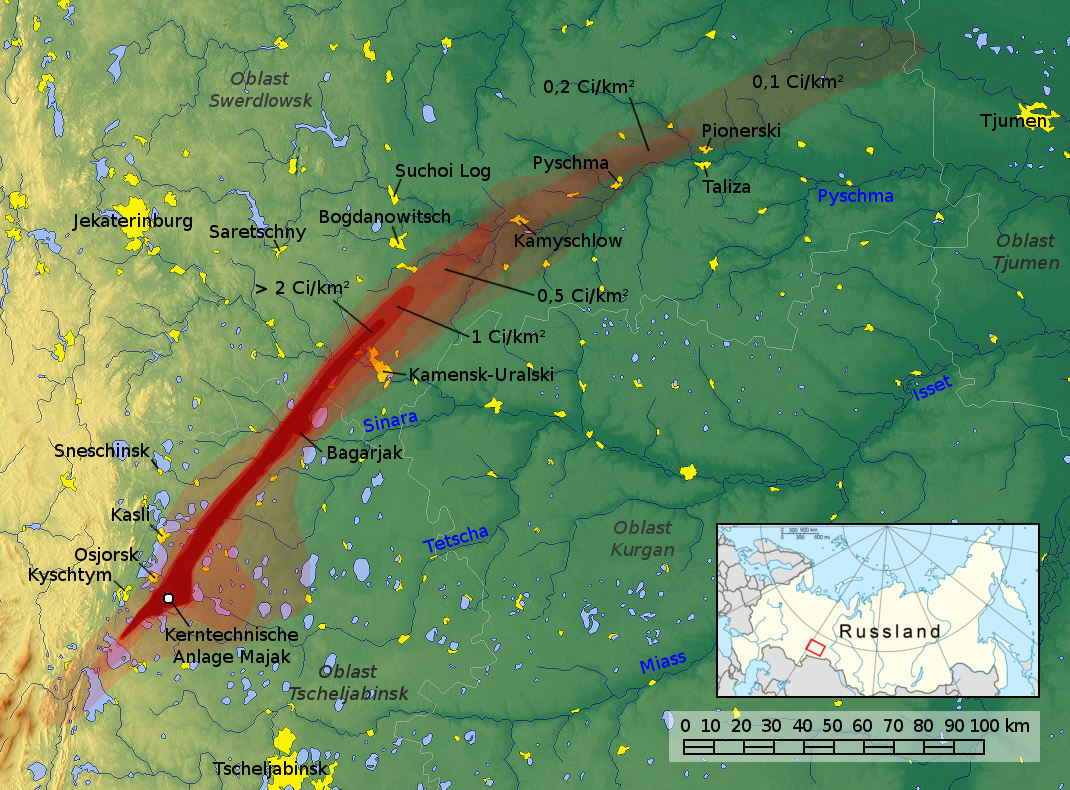
Carte de la zone contaminée par la catastrophe de Kychtym.

Les conditions de travail à Maïak entraînaient des risques sanitaires importants et de nombreux accidents. Un très grave accident nucléaire s'est ainsi produit le 29 septembre 1957. Des cuves de déchets radioactifs enterrées subissent une panne du système de refroidissement. L'évaporation différentielle de différents composés conduit à une puissante explosion chimique (non nucléaire) d'une énergie équivalente à 75 tonnes de TNT (310 GJ). À la suite de cette explosion, des radioéléments se répandent avec une activité estimée à 740 PBq. L'explosion a projeté à plus d’un kilomètre d’altitude environ deux millions de curies de produits radioactifs, et près de dix fois plus dans l’environnement de l’installation, soit environ la moitié des quantités rejetées à Tchernobyl. Au moins 200 personnes décèdent, 10 000 personnes sont évacuées. 470 000 personnes sont exposées aux radiations sur une zone de 20 000 km carrés.
Cet accident nucléaire, le plus grave qui se soit produit en URSS hormis la catastrophe de Tchernobyl, est classifié au niveau 6 de l'échelle INES.
Le régime soviétique ayant maintenu le secret défense sur cet accident, les premières informations ne seront révélées qu'à partir de 1976 par le biologiste russe Jaurès Medvedev, alors immigré en Angleterre.

### Autres accidents de grande ampleur
D'autres accidents sont imputables au complexe Maïak :
- des pluies de forte intensité font déborder un lac contaminé par la radio-activité dans la rivière Tetcha ;
- une tempête soulève des poussières radioactives du lac Karatchaï asséché et les répand sur la région d'Oziorsk.

Dans le quotidien Libération du 24 août 2000, Igor Forofontov de Greenpeace Russie affirme que « les matières radioactives continuent à remonter à la surface transportées par les eaux souterraines ».

### Suspicions de dispersion à la suite des incendies de 2010
Lors de la canicule de 2010, les incendies de forêt et tourbières ont notamment menacé le centre de retraitement et de stockage de déchets nucléaires de Maïak, où l'état d'urgence a été décrété par les autorités russes le 6 août 2010 (annoncé le 9). Ces incendies pourraient avoir causé des ré-envols et transferts de particules radioactives.

### Dispersion aérienne de ruthénium 106 en septembre 2017
Fin septembre 2017, du ruthénium 106 est détecté dans de nombreux endroits en Europe. Un rapport de l'IRSN daté du 9 novembre 2017 pointe un accident majeur (100 à 300 téraBecquerels) dans la région de Maïak. Le 20 novembre, la Russie finit par reconnaître, par l'intermédiaire de son agence de météorologie Rosguidromet, qu'une concentration « extrêmement élevée » de ruthénium 106 a été détectée fin septembre dans plusieurs régions de Russie, et que le nuage radioactif a touché tous les pays européens, dont la France ("sans conséquence d'après l'IRSN tant pour la santé humaine que pour l'environnement"). Selon Nadezhda Kutepova, militante russe des droits de l'homme réfugiée en France et fondatrice de l'ONG Planète de l'espoir, il y a peu de doute : cette pollution vient de l'usine de retraitement du combustible usé située sur le complexe de Maïak. Cela est confirmé à la suite d'une étude réalisée par l'IRSN qui s'est associé a l'université de Vienne, en Autriche, et l'université Gottfried-Wilhelm-Leibniz de Hanovre, en Allemagne et qui ont analysé plus de 1 300 mesures de radioactivité, enregistrées dans 176 stations de contrôle réparties sur 29 pays et publié en juillet 2019 et montrant que l'accident s'est produit dans le cadre de traitement d'éléments combustibles à un stade très avancé, juste avant la fin de la chaîne de production de cérium 144,.

## Équipements du centre

### Réacteurs nucléaires
Au total, dix réacteurs de différentes filières ont fonctionné ou fonctionnent encore à Maïak :
| Nom             | Type                  | Mise en service | Arrêt      | Remarques                                       |
| --------------- | --------------------- | --------------- | ---------- | ----------------------------------------------- |
| A (Anuschka)    | Réacteur au graphite  | 01.06.1948      | 16.06.1987 | 100 MWth, augmentée à 500 MWth                  |
| AI              | Réacteur au graphite  | 22.12.1951      | 25.05.1987 | Réacteur de recherche                           |
| AW-1            | Réacteur au graphite  | 15.07.1950      | 12.08.1989 | 300 MWth                                        |
| AW-2            | Réacteur au graphite  | 30.03.1951      | 14.07.1990 |                                                 |
| AW-3            | Réacteur au graphite  | 15.09.1952      | 10.11.1991 |                                                 |
| OK-180          | Réacteur à eau lourde | 17.10.1951      | 03.03.1966 |                                                 |
| OK-190          | Réacteur à eau lourde | 27.12.1955      | 08.10.1965 |                                                 |
| OK-190M         | Réacteur à eau lourde | 1966            | 16.04.1986 |                                                 |
| Ruslan          | Réacteur à eau légère | 09.03.1982      | en service | ancien réacteur à eau lourde rénové, 1 000 MWth |
| Ljudmila (LF-2) | Réacteur à eau lourde | 02.05.1988      | en service | 1 000 MWth                                      |

### Installation de stockage de matières fissiles

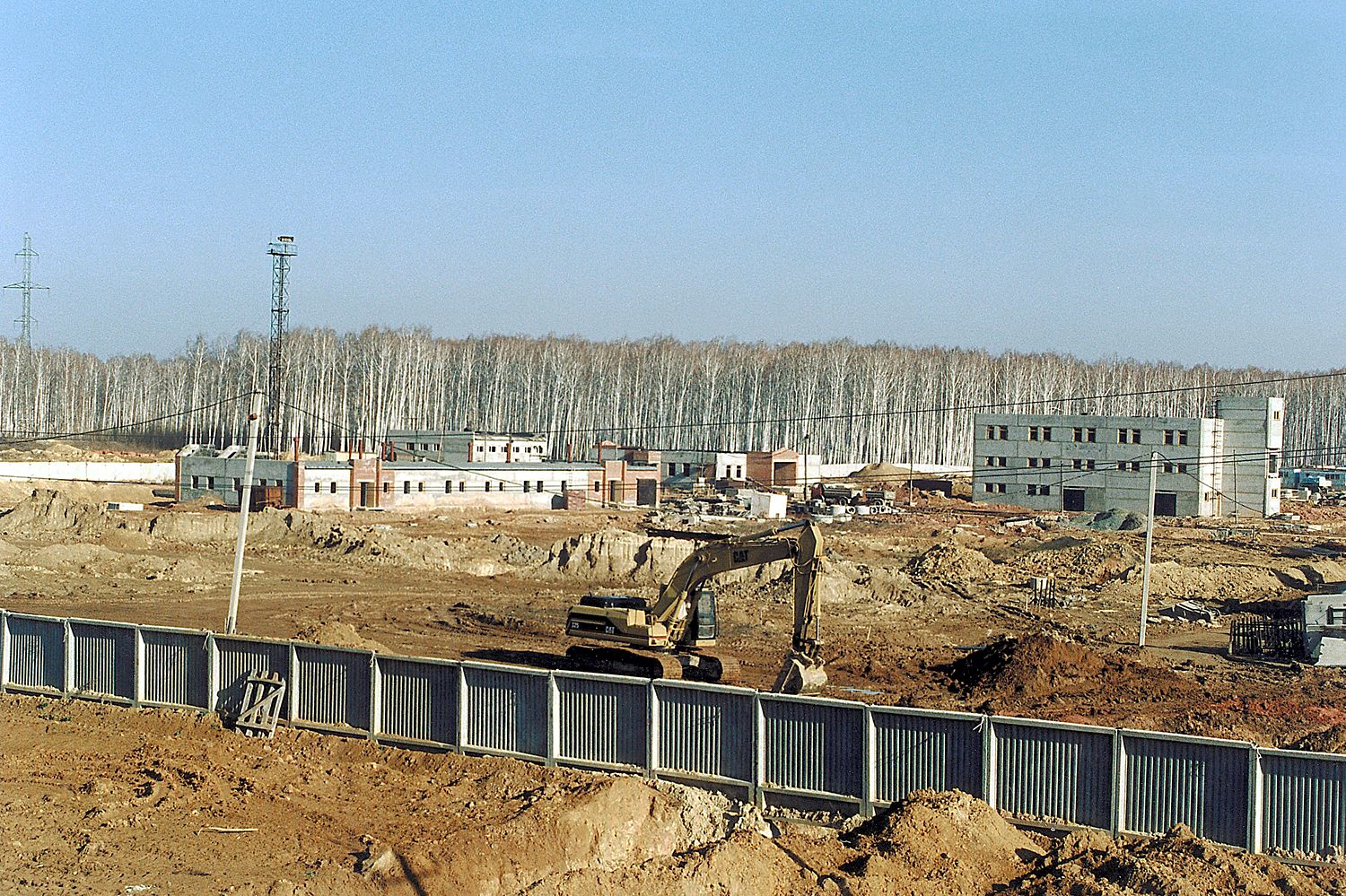
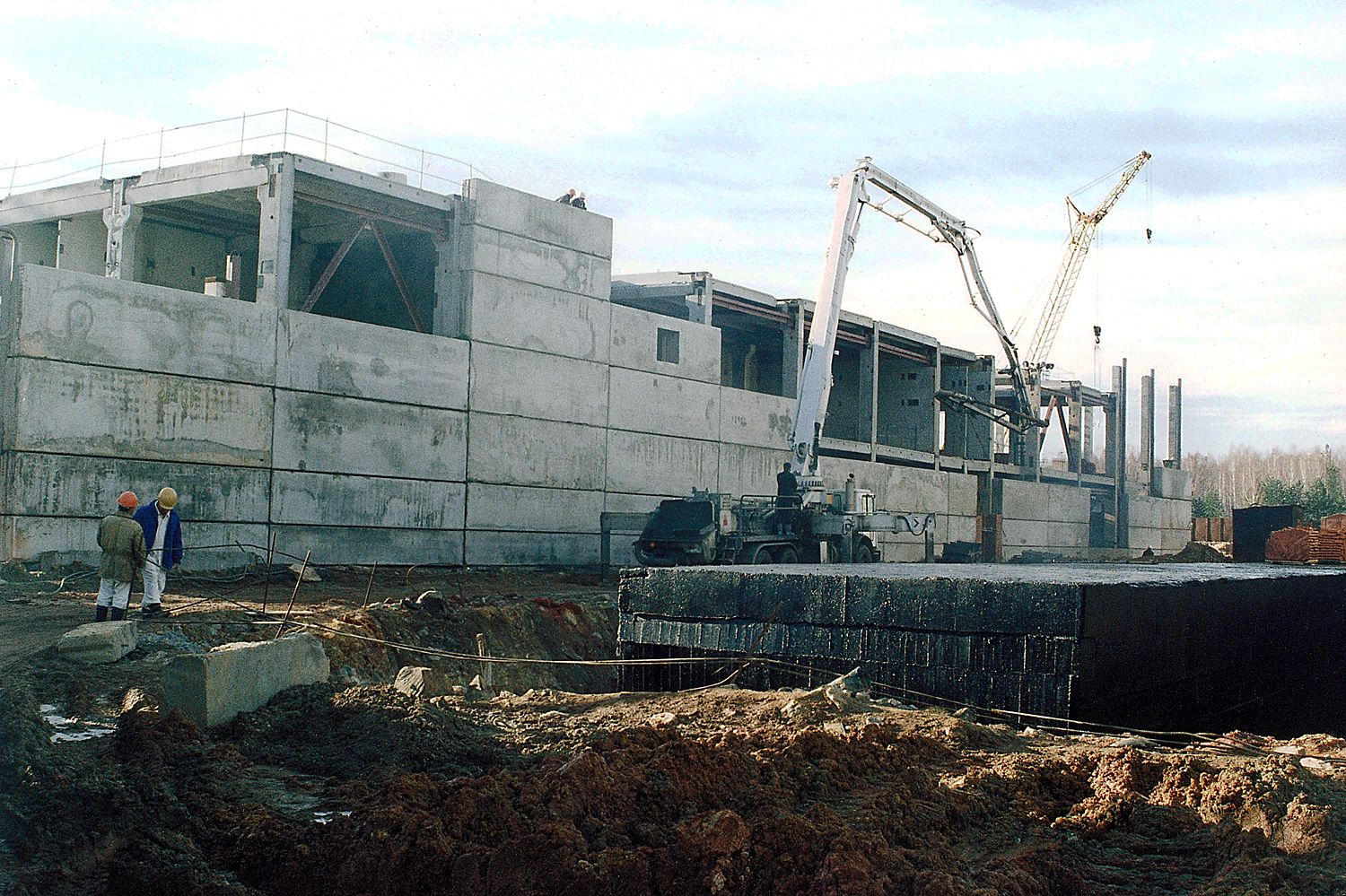
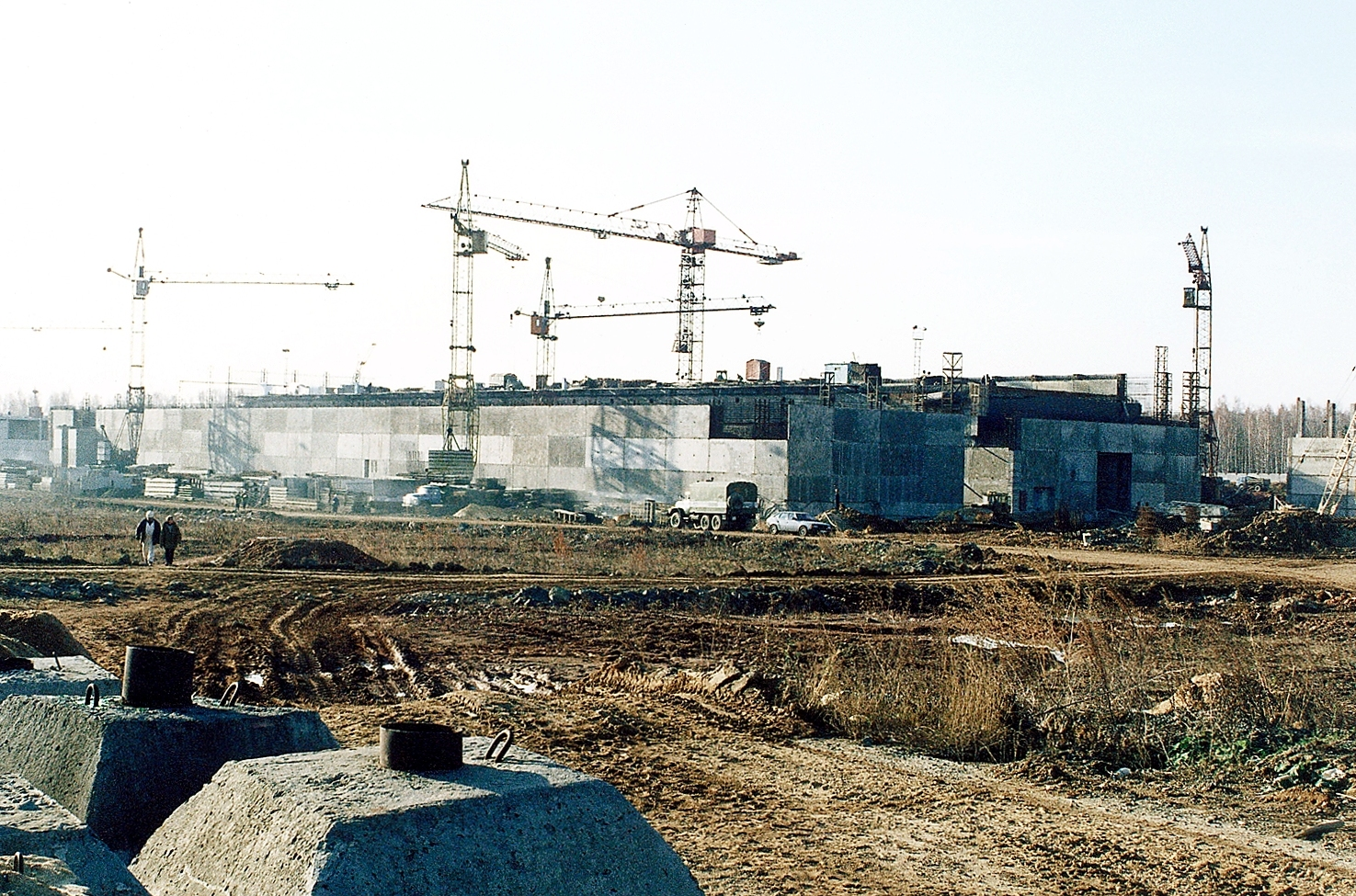
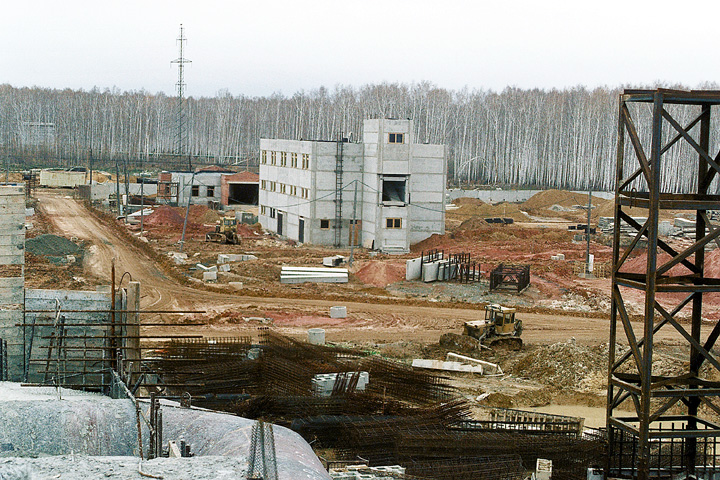

### Émission de Radio
- Fabrice Drouelle, « 29 septembre 1957, l’accident nucléaire de Maïak ou le silence atomique soviétique » [audio], sur Radio France,France Inter, Affaires sensibles, 1er décembre 2023 (consulté le 1er décembre 2023).